# يو إف سي 154
يو إف سي 154: سانت بيير ضد كونديت (بالإنجليزية: UFC 154: St-Pierre vs. Condit)‏ هو حدث لفنون القتال المختلطة نظمته يو إف سي، أُقيم في 17 نوفمبر 2012، على بيل سنتر في مونتريال، كيبك، كندا.